# Korespondencja sztuk
Korespondencja sztuk — dopatrywanie się podobieństw między różnymi dziedzinami sztuki typowymi dla danej epoki, np. pomiędzy muzyką i poezją albo muzyką i malarstwem.
Określenia synteza sztuk i korespondencja sztuk często używane są zamiennie, tymczasem różnią się celami i dziedzinami sztuki, w których się głównie przejawiały.
| korespondencja sztuk                                                              | synteza sztuk |
| --------------------------------------------------------------------------------- | --- |
| cel: poszerzenie źródeł inspiracji, umuzycznienie poezji i malarstwa              | cel:pogłębienie przeżycia, wzmocnienie siły oddziaływania uczuciowego                                             |
| oparcie się na synestezji i możliwości wzajemnego oddziaływania na siebie zmysłów | wiara w to, że sztuki wywodzą się z jednego, mistycznego źródła, ale docierają do różnych zmysłów                 |
| obrazy i wiersze o muzycznych tytułach                                            | utwory „multimedialne”, takie jak Prometeusz Skriabina, Der Gelbe Klang Kandinsky’ego, Szczęśliwa ręka Schönberga |
| dotyczyła głównie poezji i malarstwa                                              | związana przede wszystkim z muzyką i teatrem                                                                      |